# Jauheni Achramenka
Jauheni Achramenka (belarussisch Яўгеній Ахраменка, auch Yauheni Akhramenka; * 30. Juni 1995 in Schlobin) ist ein ehemaliger belarussischer Radrennfahrer, der Rennen auf Straße und Bahn bestritt.

## Sportliche Laufbahn
Ab 2012 war Jauheni Achramenka im internationalen Radsport aktiv. So belegte er 2013 bei der Copa Internacional de Pista in Mexiko-Stadt den zweiten Platz im Punktefahren der Kategorie U23. 2014 wurde er gemeinsam mit Raman Zischkou belarussischer Meister im Zweier-Mannschaftsfahren. Achramenka startet als Mitglied des Nationalteams bei Rennen in der Mannschaftsverfolgung.
2016 belegte Achramenka bei der nationalen Meisterschaft der U23 im Einzelzeitfahren Rang drei. Im selben Jahr sowie 2017 und 2020 wurde er belarussischer Meister in der Mannschaftsverfolgung, 2018 in der Einerverfolgung.

## Erfolge
2014
- Belarussischer Meister – Zweier-Mannschaftsfahren (mit Raman Zischkou)

2015
- Belarussischer Meister – Omnium

2016
- Belarussischer Meister – Mannschaftsverfolgung (mit Jauhen Karaljok, Michail Schemetau und Hardzei Tsischchanka)

2017
- Belarussischer Meister – Mannschaftsverfolgung (mit Anton Musytschkin, Raman Ramanau und Raman Zischkou)

2019
- Belarussischer Meister – Einerverfolgung

2020
- Belarussischer Meister – Mannschaftsverfolgung (mit Aliaksei Shmantsar, Kiryl Prymakou und Raman Zischkou)